# André Malherbe
André Malherbe   (Huy, 21 de març de 1956 - Lieja, 24 de novembre de 2022) fou un pilot de motocròs belga, guanyador de tres Campionats del Món de motocròs en la categoria dels 500cc i de dos Campionats d'Europa en la dels 125cc. A banda, formant part de l'equip belga va guanyar 3 Motocross des Nations i 2 Trophée des Nations.

## Trajectòria esportiva
Fill d'un comerciant de motocicletes començà a conduir-ne de ben menut, disputant la seva primera cursa el 1966, a l'edat de 10 anys. Pilotant les Zündapp guanyà els Campionats de Bèlgica de motocròs júnior de 1971 i 1972 en 125 i 250 cc respectivament. El 1972, quan tenia 17 anys, el govern belga va fixar l'edat mínima per a competir en motocròs en 18 anys, per la qual cosa André competí a França amb llicència francesa, fins que un cop fets els 18 aconseguí la llicència belga de pilot el 1973. Aquell mateix any guanyà amb una Zündapp el Campionat d'Europa de Motocròs de 125 cc (acabat de crear aquell any amb el nom de Prix FIM), repetint l'èxit el 1974.
El 1976 va passar a competir en 250 cc com a oficial de KTM i el 1977 ja va acabar-hi en tercera posició. El 1978 va passar als 500 cc i en la seva primera temporada a la categoria màxima hi acabà sisè. El 1980, ja amb Honda, va guanyar el Campionat i el revalidà el 1981, repetint l'èxit el 1984. Aquell mateix any fou triat Esportista belga de l'any.
El 1987 es va retirar del motocròs i va començar una nova etapa en l'automobilisme, tot disputant el Campionat de França de Fórmula 3 al capdavant del seu propi equip, l'Sport Auto Racing.

## Greu accident al París-Dakar
Un cop acabada la seva carrera en el motocròs decidí competir al Ral·li Dakar amb l'equip francès Yamaha Sonauto, amb tan mala sort que durant la seva primera participació en la prova, el 1988, patí un seriós accident a causa del qual quedà paralític.
André Malherbe vivia a Huy i estava casat amb Sabine, amb qui tenia una filla, Cassandre. Comptava, a més, amb l'ajut del seu gran amic d'infantesa, el també ex-pilot Jean-Claude Laquaye, qui l'acompanyava i assistia diàriament des del dia de l'accident. La història de l'amistat d'ambdós ex-pilots es va fer tan popular a Bèlgica que fins i tot la televisió valona RTBF en va fer un documental cap al 2012, anomenat Les "Intouchables" belges: l'histoire d'André Malherbe.

## Palmarès internacional
| Any          | Motocicleta  | Campionat del Món | Campionat del Món | Campionat del Món | Per equips | Per equips | Total |
| Any          | Motocicleta  | 500cc             | 250cc             | 125cc             | MXDN       | Trophée    | Total |
| ------------ | ------------ | ----------------- | ----------------- | ----------------- | ---------- | ---------- | ----- |
| 1973         | Zündapp      | -                 | -                 | 1r                |            |            | 1     |
| 1974         | Zündapp      | -                 | -                 | 1r                |            |            | 1     |
| 1975         | Zündapp      | -                 | -                 | 7è                |            |            | -     |
| 1976         | KTM          | -                 | 14è               | -                 |            |            | -     |
| 1977         | KTM          | -                 | 3r                | -                 | 1r         | 1r         | 2     |
| 1978         | KTM          | 6è                | -                 | -                 |            |            | -     |
| 1979         | Honda        | 3r                | -                 | -                 | 1r         |            | 1     |
| 1980         | Honda        | 1r                | -                 | -                 | 1r         | 1r         | 3     |
| 1981         | Honda        | 1r                | -                 | -                 |            |            | 1     |
| 1982         | Honda        | 5è                | -                 | -                 |            |            | -     |
| 1983         | Honda        | 2n                | -                 | -                 |            |            | -     |
| 1984         | Honda        | 1r                | -                 | -                 |            |            | 1     |
| 1985         | Honda        | 2n                | -                 | -                 |            |            | -     |
| 1986         | Honda        | 2n                | -                 | -                 |            |            | -     |
| Total títols | Total títols | 3                 | 0                 | 2                 | 3          | 2          | 10    |

Notes
1. ↑  La classificació consignada a MXDN i Trophée fa referència a la posició final obtinguda per l'equip estatal
2. ↑  Al total de títols s'hi compten tots els campionats internacionals guanyats, MXDN i Trophée inclosos
3. ↑  Fins al 1974 inclòs no existia el Campionat del Món de 125 cc, ans el Campionat d'Europa (conegut també com a Prix FIM)